# Urmas Kaljend
Urmas Kaljend (ur. 24 lipca 1964) – estoński piłkarz, który podczas kariery występował na pozycji obrońcy. Karierę zakończył w 2000 roku w klubie LoPa. W reprezentacji Estonii rozegrał 20 meczów.